# Chura
Chura (hebrejsky חוּרָה, arabsky حورة, v oficiálním přepisu do angličtiny Hura) je místní rada (malé město) v Izraeli v Jižním distriktu.

## Geografie
Leží nadmořské výšce 418 metrů severovýchodně od Beerševy ve zvlněné krajině na severním okraji Negevské pouště, nedaleko přechodu k Judským horám, respektive Hebronským horám. Terén člení vádí Nachal Chevron, které protéká po severozápadním okraji obce. Přímo městem teče vádí Nachal Chur a Nachal Šoket. Jde o aridní oblast. Severně od města ale začíná rozsáhlý nově vysázený lesní komplex.
Leží v hustě osídlené oblasti, která je etnicky smíšená. Churu obývají izraelští Arabové, respektive Beduíni, další velká města v regionu jako Beerševa nebo město Mejtar jsou židovská. Město je na dopravní síť napojeno pomocí dálnice číslo 31, která se na západním okraji města kříží s dálnicí číslo 60.

## Dějiny
Město vzniklo roku 1989, podle jiných zdrojů v únoru 1991, jako plánovitě budované městské sídliště pro polokočovné beduíny. Původně bylo v letech 1991–1997 součástí Oblastní rady Šoket. Po jejím zrušení získalo roku 1996 status místní rady (malého města). V roce 2000 proběhly první volby do místní samosprávy.

## Demografie
Chura je město s ryze arabskou populací. V roce 2005 tvořili 100,0 % obyvatelstva arabští muslimové. Jde o středně velké sídlo městského typu s trvalým rychlým růstem. K 31. prosinci 2017 zde žilo podle Centrálního statistického úřadu (CBS) 20 800 lidí.
| Rok            | 1995  | 1999  | 2000  |
| -------------- | ----- | ----- | ----- |
| Počet obyvatel | 2 532 | 5 500 | 6 000 |

| Rok            | 2001  | 2003  | 2004  | 2005  | 2006  | 2007   | 2008   | 2009   | 2010   | 2011   | 2012   | 2013   | 2014   | 2015   | 2016   | 2017   |
| -------------- | ----- | ----- | ----- | ----- | ----- | ------ | ------ | ------ | ------ | ------ | ------ | ------ | ------ | ------ | ------ | ------ |
| Počet obyvatel | 6 890 | 8 152 | 8 791 | 9 390 | 9 985 | 10 579 | 11 799 | 16 600 | 17 500 | 17 000 | 17 500 | 18 300 | 18 800 | 19 400 | 20 000 | 20 800 |

* údaje od roku 2010 zaokrouhleny na stovky